# Међународно првенство Сиднеја 2009 — женски парови
Медибанк интернашонал 2009. — женски парови (енгл. Medibank International) је један од професионални ВТА тениских турнира, који се сваке године игра недељу дана пре првог гренд слем турнира, Отвореног првенства Аустралије.
Игра се четрдесетдруги пут у Сиднеју Аустралија, од 12 — 17. јануара на отвореним теренима НСВ Тениског центра са тврдом подлогом.
Турнир је према новој класификацији ВТА турнига из Премијер групе (раније II категорије). Игра се за наградни фонд од 600.000 долара. Победмнице освајају 470 ВТА бодова и награду од 31.000 долара, а финалисти 320 бодова и 16.500 долара. Учествује 16 парова са играчицама из 15 земаља.
Победнице турнира су Су Веј Сје Тајван и Пенг Шуај Кина које су у финалу победиле француско-аусталијски пар Натали Деши-Кејси Делаква резултатом 2:0 (6:0, 6:1).

## Списак носилаца
| #  | Пар                                                             | Резултат успешности | Резултат успешности                                |
| -- | --------------------------------------------------------------- | ------------------- | -------------------------------------------------- |
| 1. | Кара Блек Зимбабве (2) · Лизел Хубер Сједињене Државе           | полуфинале          | Натали Деши Француска · Кејси Делаква Аустралија   |
| 2. | Анабел Медина Гаригес {8} · Хосе Марија Мартинез Санчез Шпанија | 1. коло             | Марија Кириленко Русија · Агњешка Радвањска Пољска |
| 3. | Квета Пешке Чешка (15) · Лиса Рејмонд Сједињене Државе          | четвртфинале        | Натали Деши Француска · Кејси Делаква Аустралија   |
| 4. | Саманта Стосур (22) · Рене Стабс Аустралија                     | 1. коло             | Су Веј Сје Кинески Тајпеј · Пенг Шуај Кина         |

Број у загради је место на ВТА листи пре почетка турнира

## Прво коло
12 и 13. јануар
| бр. меча | 1. пар                                                       | Резултат       | 2. пар                                                          |
| -------- | ------------------------------------------------------------ | -------------- | --------------------------------------------------------------- |
| 1.       | Кара Блек Зимбабве (1) · Лизел Хубер Сједињене Државе        | 6:4, 6:1       | Ана-Лена Гренефелд Немачка · Тијентијен Сун Кина                |
| 2.       | Сорана Крстеа Румунија · Вера Душевина Русија                | 6:2, 3:6, 10:6 | Светлана Кузњецова {ВК} · Нађа Петрова Русија                   |
| 3.       | Квета Пешке Чешка (3) · Лиса Рејмонд Сједињене Државе        | 6:2, 4:6, 11:9 | Данијела Хантухова Словачка · Ај Сугијама Јапан                 |
| 4.       | Анастасија Родионова Русија · Јарослава Шведова Казахстан    | 6:7(3), 6:7(5) | Натали Деши Француска · Кејси Делаква Аустралија                |
| 5.       | Ракел Копс Џонс Сједињене Државе · Владимира Ухлиорова Чешка | 6:4, 2:6, 4:10 | Џил Крејбас Сједињене Државе · Галина Воскобајева Казахстан     |
| 6.       | Су Веј Сје Кинески Тајпеј · Пенг Шуај Кина                   | 7:5, 7:5       | Саманта Стосур (4) · Рене Стабс Аустралија                      |
| 7.       | Алисон Беј · Тира Калдервуд Аустралија (ВК)                  | 1:6, 1:6       | Нурија Љагостера Вивес · Марија Хосе Мартинез Санчез Шпанија    |
| 8.       | Марија Кириленко Русија · Агњешка Радвањска Пољска           | 6:2, 7:5       | Анабел Медина Гаригес {2} · Хосе Марија Мартинез Санчез Шпанија |

Број у загради иза имена је број носиоца,
ВК - Вајлд кард

## Четвртфинале
| бр. меча | 1. пар                                                       | Резултат       | 2. пар                                             |
| -------- | ------------------------------------------------------------ | -------------- | -------------------------------------------------- |
| 1.       | Кара Блек Зимбабве (1) · Лизел Хубер Сједињене Државе        | 4:6, 6:2, 10:6 | Сорана Крстеа Румунија · Вера Душевина Русија      |
| 2.       | Квета Пешке Чешка (3) · Лиса Рејмонд Сједињене Државе        | 3:6, 2:6       | Натали Деши Француска · Кејси Делаква Аустралија   |
| 3.       | Џил Крејбас Сједињене Државе · Галина Воскобајева Казахстан  | 0:6, 4:6       | Су Веј Сје Кинески Тајпеј · Пенг Шуај Кина         |
| 4.       | Нурија Љагостера Вивес · Марија Хосе Мартинез Санчез Шпанија | 6:4, 6:4       | Марија Кириленко Русија · Агњешка Радвањска Пољска |

## Полуфинале
| бр. меча | 1. пар                                                | Резултат          | 2. пар                                                       |
| -------- | ----------------------------------------------------- | ----------------- | ------------------------------------------------------------ |
| 1.       | Кара Блек Зимбабве (1) · Лизел Хубер Сједињене Државе | 6:7(2), 6:1, 10:5 | Натали Деши Француска · Кејси Делаква Аустралија             |
| 2.       | Су Веј Сје Кинески Тајпеј · Пенг Шуај Кина            | 6:2, 6:1          | Нурија Љагостера Вивес · Марија Хосе Мартинез Санчез Шпанија |

## Финале
| бр. меча | 1. пар                                           | Резултат | 2. пар                       |
| -------- | ------------------------------------------------ | -------- | ---------------------------- |
| 1.       | Натали Деши Француска · Кејси Делаква Аустралија | 0:6,1:6  | Јелена Дементјева Русија (4) |